# Oliver Twist (film fabularny 1982)
Oliver Twist – film z 1982 roku w reżyserii Clive’a Donnera będący ekranizacją powieści Karola Dickensa pt. „Oliver Twist”.

## Obsada
- George C. Scott jako Fagin
- Tim Curry jako Bill Sikes
- Michael Hordern jako pan Brownlow
- Timothy West jako pan Bumble
- Eileen Atkins jako pani Mann
- Cherie Lunghi jako Nancy
- Oliver Cotton jako Monks
- Richard Charles jako Oliver Twist
- Lysette Anthony jako matka Olivera
- Eleanor David jako Rose Maylie
- Philip Locke jako pan Sowerberry
- Ann Beach jako pani Sowerberry
- Artro Morris jako pan Giles
- John Barrard jako dr Losborne
- Brenda Cowling jako pani Bedwin
- Anne Tirard jako pani Corney
- Michael Logan jako Chairman of the Board
- John Savident jako pan Fang
- Debbie Arnold jako Charlotte
- Timothy Spall jako 1st Constable
- Robert Russell jako 2nd Constable
- Roy Evans jako Dull-Eyed Man
- Martin Tempest jako The Artful Dodger
- Matthew Duke jako Charlie Bates
- Spencer Rheult jako Bob
- Nicholas Davies jako Dick